# 18. vojaškopolicijska brigada (ZDA)
18. vojaškopolicijska brigada (izvirno angleško 18th Military Police Brigade) je vojaškopolicijska brigada Kopenske vojske Združenih držav Amerike.

## Odlikovanja
- 4x Meritorious Unit Commendation
- Križec viteštva s palmo